# 엘레쎄
엘레쎄(Ellesse)는 이탈리아의 스포츠 의류 업체이다. 1959년 6월 19일에 이탈리아의 재단사 레오나르도 세루바디오가 이탈리아 움브리아주 페루자에서 이 회사를 설립하였다.

## 같이 보기
- 디아도라
- 에레아
- 카파 (기업)